# VV Leke-Vladslo
VV Leke-Vladslo is een Belgische voetbalclub uit Leke en Vladslo. De club is aangesloten bij de KBVB met stamnummer 8414 en heeft groen en zwart als kleuren.

## Geschiedenis
De club werd in 1976 in Leke opgericht als VV Leke. Men sloot zich aan bij de Belgische Voetbalbond, waar men in de provinciale reeksen ging spelen.
In 2011 fusioneerde VV Leke met het naburige VV Vladslo. Vladslo was bij de voetbalbond aangesloten met stamnummer 7184 en net als Leke al lange tijd een staartploeg in Vierde Provinciale. De fusieclub werd VV Leke-Vladslo genoemd en speelde verder met stamnummer 8414 van Leke.
De fusieclub stopte in 2016 na 5 jaar met haar 1e ploeg, men ging wel nog verder met een reserveploeg zodat het voetbal in Leke en Vladslo niet helemaal verloren ging.

## Resultaten

##### Stamnummer 8414 (VV Leke en VV Leke-Vladslo)
| Seizoen             | Klasse | Klasse | Klasse | Klasse | Klasse | Klasse | Klasse | Klasse | Klasse | Reeks               | Punten | Opmerkingen |
|                     | I      | I      | II     | III    | IV     | P.I    | P.II   | P.III  | P.IV   |                     |        |             |
| ------------------- | ------ | ------ | ------ | ------ | ------ | ------ | ------ | ------ | ------ | ------------------- | ------ | ----------- |
| 2004/05             |        |        |        |        |        |        |        |        | 17     | Vierde prov. W-Vl B | 18     |             |
| 2005/06             |        |        |        |        |        |        |        |        | 12     | Vierde prov. W-Vl A | 13     |             |
| 2006/07             |        |        |        |        |        |        |        |        | 13     | Vierde prov. W-Vl A | 9      |             |
| 2007/08             |        |        |        |        |        |        |        |        | 14     | Vierde prov. W-Vl A | 3      |             |
| 2008/09             |        |        |        |        |        |        |        |        | 13     | Vierde prov. W-Vl A | 15     |             |
| 2009/10             |        |        |        |        |        |        |        |        | 11     | Vierde prov. W-Vl A | 23     |             |
| 2010/11             |        |        |        |        |        |        |        |        | 11     | Vierde prov. W-Vl A | 13     |             |
| Als VV Leke-Vladslo |        |        |        |        |        |        |        |        |        |                     |        |             |
| 2011/12             |        |        |        |        |        |        |        |        | 15     | Vierde prov. W-Vl B | 23     |             |
| 2012/13             |        |        |        |        |        |        |        |        | 12     | Vierde prov. W-Vl B | 34     |             |
| 2013/14             |        |        |        |        |        |        |        |        | 15     | Vierde prov. W-Vl B | 6      |             |
| 2014/15             |        |        |        |        |        |        |        |        | 13     | Vierde prov. W-Vl A | 17     |             |
| 2015/16             |        |        |        |        |        |        |        |        | 15     | Vierde prov. W-Vl B | 17     |             |

##### Stamnummer 7184 (VV Vladslo)
| Seizoen | Klasse | Klasse | Klasse | Klasse | Klasse | Klasse | Klasse | Klasse | Klasse | Reeks               | Punten | Opmerkingen |
|         | I      | I      | II     | III    | IV     | P.I    | P.II   | P.III  | P.IV   |                     |        |             |
| ------- | ------ | ------ | ------ | ------ | ------ | ------ | ------ | ------ | ------ | ------------------- | ------ | ----------- |
| 2004/05 |        |        |        |        |        |        |        |        | 18     | Vierde prov. W-Vl B | 17     |             |
| 2005/06 |        |        |        |        |        |        |        |        | 13     | Vierde prov. W-Vl A | 11     |             |
| 2006/07 |        |        |        |        |        |        |        |        | 9      | Vierde prov. W-Vl A | 28     |             |
| 2007/08 |        |        |        |        |        |        |        |        | 4      | Vierde prov. W-Vl A | 43     |             |
| 2008/09 |        |        |        |        |        |        |        |        | 14     | Vierde prov. W-Vl A | 14     |             |
| 2009/10 |        |        |        |        |        |        |        |        | 8      | Vierde prov. W-Vl A | 37     |             |
| 2010/11 |        |        |        |        |        |        |        |        | 8      | Vierde prov. W-Vl A | 21     |             |